# Smørrebrød
Smørrebrød er skiver af brød (især rugbrød), der er belagt med pålæg som ost, fisk, kød, leverpostej eller pølse. Det kan være frokost, natmad eller et mellemmåltid. Det højtbelagte festsmørrebrød kan være et hovedmåltid.
Typisk dansk er det pyntede og højt belagte festsmørrebrød, der blev udviklet sidst i 1800-tallet, og som noget af det første fra det danske køkken er blevet kendt uden for landets grænser.
Ordet kommer af smør og brød. Oprindelig betegner det bare brødskiver, der er smurt med smør (eller fedt). Smørrebrødet dækker behovet for at spise mellemmåltider uden for hjemmet, men det var også udbredt at medbringe grød og andre retter.
En faguddannet person til fremstilling af højt belagt smørrebrød var en smørrebrødsjomfru.

## Smørrebrødskategorier

### Festsmørrebrødet
Det højtbelagte smørrebrød kom frem i 1880'erne, hvor små smørrebrødsrestauranter dukkede op i København. Det ældste, kendte menukort med smørrebrød er fra den fornemme og store restaurant Nimb i Tivoli fra 1883.
En af dem, der gjorde dansk smørrebrød kendt over den ganske verden, var vinhandler og restauratør Oskar Davidsen. Han blev berømt for sin smørrebrødsseddel på 140 cm med op til 190 varianter. 5. generation i Oskar Davidsen, Oscar Davidsen Siesbye, ledede en frokostrestaurant opkaldt efter hans mor Ida Davidsen, som fortsat var i køkkenet, indtil restauranten ophørte i Store Kongensgade i 2021.
Højtbelagt smørrebrød kan købes i smørrebrødsforretninger og serveres i hjemmene eller serveres på restauranter eller ved officielle frokoster eller middage.
Kanapé eller canapé er et lille stykke ristet hvedebrød med fint pålæg, der serveres som forret og ved receptioner.
Pindemadder er små stykker brød med pålæg og garniture sammenholdt af en pind, der er stukket igennem, og som man kan tage maden med ved receptioner og ved stående spisning.
Smørrebrødslagkage er en lagkage af skiver af hvedebrød lagt i lag med pålæg imellem.
Siden 1950'erne har vi kendt landgangsbrød, der består af et halvt hvedeflûte flækket på langs og højt belagt efter den danske smørrebrødstradition med 3-6 stykker højtbelagt i forlængelse af hinanden på samme stykke brød. I Sverige er landgång belagt tilbage i 1918.

### Frokostsmørrebrød
Smørrebrød laves i mere eller mindre ekstravagante udgaver til hverdag og til firma- og private frokoster (fx jul, påske og pinse).
Uspecificeret smørrebrød er uden angivelse af, hvilket pålæg der er på det enkelte stykke. Det er billigere at bestille tre stykker uspecificeret end tre stykker specificeret.

### Håndmad og klapsammen
Højt belagt smørrebrød og frokostsmørrebrød spises med kniv og gaffel, mens håndmadder spises uden service og er velegnet til madpakker. Her er flere pålægstyper upraktiske.
En børnevenlig udgave af håndmadder er to skiver brød med pålæg mellem skiverne, en klapsammenmad. Ikke at forveksle med sandwich.
Amagermad består af en skive franskbrød og en skive rugbrød lagt sammen med smør eller pålæg imellem. I Sønderjylland er den også kendt under betegnelsen hamborgermad.

### Klassikere
Forskellige klassiske varianter af smørrebrød har navne:
- Dyrlægens natmad, et stykke smurt mørkt rugbrød belagt med leverpostej, en skive saltkød og et stykke sky, som er dekoreret med rå løgringe og karse.[20]
- Marineret sild, serveret på rugbrød og ofte med karrysalat, løg og evt. æg
- Røget ål med røræg, røget ål på mørkt rugbrød, belagt med røræg, urter og en skive citron.
- Leverpostej, lun grovhakket leverpostej på mørkt rugbrød belagt med bacon og sauterede svampe. Ligeledes kan man også tilsætte salat og syltede agurker.
- Roastbeef, tynde skiver roastbeef på rugbrød belagt med remoulade, som er dekoreret med revet peberrod og sprøde stegte løg. Andre sværger til pickles og reven peberrod. Men til begge udgaver kan serveres agurkesalat (syltede agurker).
- Stegt lever med bacon og stegte løg
- Flæskesteg, tynde skiver flæskesteg på rugbrød med rødkål og en skive appelsin.
- Rullepølse, rullepølse på rugbrød, en stiv kødgelé, løg, tomater og persille.
- Tatar, oksetatar på mørkt rugbrød, salt og peber med rå løgringe, revet peberrod og en rå æggeblomme.
- Røget laks, skiver af koldrøget laks på hvidt brød med rejer og dekoreret med en skive citron og frisk dild.
- Æg og rejer er et fast begreb for en æggemad med mange rejer og anden garnering som fx karse.
- Stjerneskud på smurt toast eller andet hvedebrød, et stykke dampet hvid rødspætte på den ene halvdel, et stykke stegt paneret rødspætte på den anden. Ovenpå er der rejer, som er dekoreret med mayonnaise, agurkesalat, kaviar eller stenbiderrogn og en citronskive.[21][22]
- Saltstegt sild, serveres på rugbrød med sennep, bløde løg og syltede rødbeder. Den saltstegte sild serveres særligt på Bornholm.
- Sol over Gudhjem, smurt rugbrød, røgede sildefileter, purløg eller løg, evt. radiser og en rå æggeblomme. Navnet er relateret til byen Gudhjem på Bornholm.
- Sol over Gundestrup, smørrebrød med fynsk rygeost som kernen. Hertil kommer passende pynt samt kommensdrys.
- Pariserbøf, smørristet brød, hakkebøf, løg, æggeblomme, pickles, peberrod, kapers og rødbeder
- Sardiner på toast med citron, serveres på jævnere frokostrestauranter i dåsen. Finere privathjem havde en speciel sardinvogn af plet.[23] Journalist og forfatter Jacob Ludvigsen havde familien Nyrops trehjulede sardinvogn i sin samling.
- Kartoffelmad med især nye, skiveskårne kogte kartofler og garneret med fx rå løg, kryddermayo og bacon eller bacon og purløg eller bacon og syltede rødløg.
- Sprængt oksebryst med peberrodscreme og pickles
- Fedtemad er en skive rugbrød smurt med afsmeltet svinefedt eller krydderfedt[24], evt. med løgringe og saltdrys.[25]
- Kødmad er smørrebrød med kødskiver som pålæg.[26]

## Pålæg
Der er for få eller ingen kildehenvisninger i dette afsnit (Pålæg)., hvilket er et problem. Du kan hjælpe ved at angive troværdige kilder til de påstande, som fremføres.

Der kan anvendes mange typer pålæg, som tilpasses brødtypen. Selv om smørrebrød er "typisk" dansk og betegnes som nationalret, findes der store varianter og kombinationer af pålæg og pynt/garniture i Danmark. Økonomiske vilkår har indflydelse på mængde og udvalg af pålæg.
Især til festsmørrebrød anvendes ofte et grønt salatblad (fra et salathoved) som bunddække.
Typisk pålæg:
- Skaldyr: rejer, hummer
- Fisk: sild, gravad laks eller røget laks, røget ål, torskerogn, makrelsalat
- Æg: hårdkogt i skiver eller halve, røræg, rå æggeblommer
- Kødpålæg: paté, sylte, kødskiver (fx hamburgerryg, saltkød[27])
- Sødt: Nutella, pålægschokolade, marmelade, honning, puddersukker
- Skiveskåret: steg, rullepølse, roastbeef, skinke, tunge, hamburgerryg, spegepølse
- Frugt og grønt: frugtpålæg (figen), kartofler, have-karse, urter, citron, agurker (også syltede agurker), peberrod, rødkål, tomater, persille, dild, radiser, kapers, rødbeder (rilleskårne med chartreusekniv)
- Lunt: leverpostej, frikadeller, æbleflæsk, rødspættefilet
- Ost: smøreoste, oste i skiver, brie osv.
- Pålægssalater

Drikkevarer til smørrebrød:
- Øl
- Snaps
- Vin
- Sodavand
- Juice (saft)

### Garniture
- Surt: Asier, syltede rødbeder, kogt rødkål
- Frugt og grønt: Agurker, tomater, purløg, karse, løgringe, ristede løg, revet peberrod, citronskiver ell. -både
- Salater: Italiensk salat, peberrodssalat, agurkesalat, pålægssalat
- Andet og pynt: Pålægssky

## Smørrebrød i kulturen

### Digtekunst
Johan Herman Wessel skrev digtet "Kierlighed og Smørrebrød":, som ganske vist henviser til smørrebrød i den gamle betydning, smurt brød – som et ringe måltid:
At Smørrebrød er ikke Mad
og Kierlighed er ikke Had
Det er for Tiden hvad jeg veed
Om Smørrebrød og Kierlighed
Johannes V Jensens digt Ved Frokosten lovpriser fire stykker med øl og snaps.

### Frimærker
Som en hyldest til den danske madkultur udgav Post Danmark pr. 1. juni 2012 en serie på fire frimærker med temaet højt belagt smørrebrød. På hvert motiv ses et enkelt stykke smørrebrød set ovenfra. Serien er designet af Peter Dam og har følgende motiver:
- Et stykke med æg med rejer (6 kr)
- Et stykke med rullepølse (6 kr)
- Et stykke med kartoffelskiver (8 kr)
- Et stykke med roastbeef (16 kr)

## Anden litteratur
- Troelsø, Ole (2012), Smørrebrød i Danmark - Stederne, stykkerne og historien, København: Forlaget Lucullus, ISBN 9788799551606
- Troelsø, Ole (2017), Danmarks bedste smørrebrød. ISBN 9788799551651
- Troelsø, Ole (2013) Insiders guide to smørrebrød, ISBN 9788799551613